# 维勒瓦利耶
维勒瓦利耶（法語：Villevallier，法語發音：[vilvalje]）是法国勃艮第-弗朗什-孔泰大区约讷省的一个市镇，属于欧塞尔区。

## 地理
维勒瓦利耶（48°1'29"N, 3°18'50"E）面积8.37 平方千米，位于法国勃艮第-弗朗什-孔泰大區约讷省，该省份为法国中北部内陆省份，西接卢瓦雷省，西北接塞纳-马恩省，南至涅夫勒省，东临科多尔省，东北与奥布省接壤。
与维勒瓦利耶接壤的市镇（或旧市镇、城区）包括：阿尔莫、维勒西安、塞济、迪蒙、茹瓦尼、圣于连迪索。

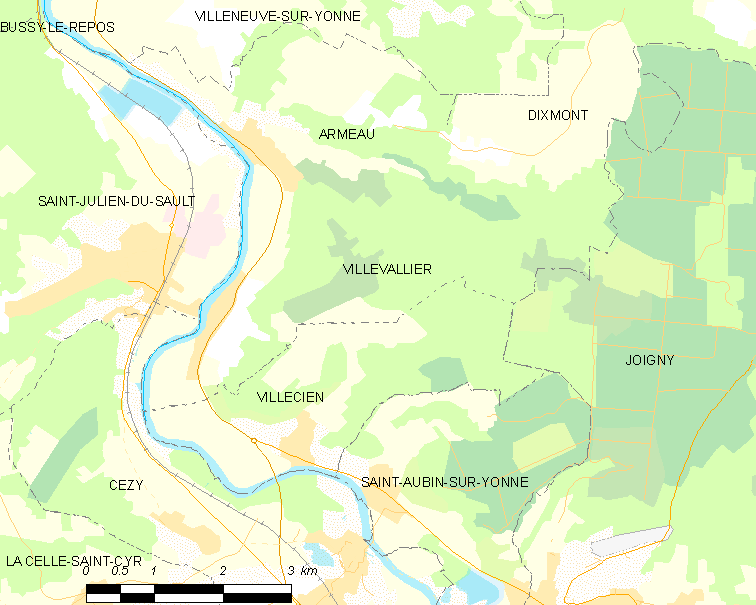
维勒瓦利耶的OSM定位图

维勒瓦利耶的时区为UTC+01:00、UTC+02:00（夏令时）。

## 行政
维勒瓦利耶的邮政编码为89330，INSEE市镇编码为89468。

## 政治
维勒瓦利耶所属的省级选区为茹瓦尼县。

## 人口

1962-2008年间维勒瓦利耶人口变化图示

维勒瓦利耶于2022年1月1日时的人口数量为417人。